# Scorpidium
Scorpidium es un género de musgos hepáticas perteneciente a la familia Amblystegiaceae. Comprende 13 especies descritas y de estas solo 3 aceptadas:

## Taxonomía
El género fue descrito por (Schimp.) Limpr. y publicado en Die Laubmoose Deutschlands, Oesterreichs und der Schweiz 3(35): 570. 1899. La especie tipo es: Scorpidium scorpioides (Hedw.) Limpr.	

## Especies aceptadas
A continuación se brinda un listado de las especies del género Scorpidium aceptadas hasta junio de 2013, ordenadas alfabéticamente. Para cada una se indica el nombre binomial seguido del autor, abreviado según las convenciones y usos.
- Scorpidium cossonii (Schimp.) Hedenas
- Scorpidium scorpioides (Hedw.) Limpr.
- Scorpidium turfaceum (Herzog) Herzog